# Timioderus ramosus
Timioderus ramosus är en stekelart som beskrevs av John M. Heraty 1994. Timioderus ramosus ingår i släktet Timioderus och familjen Eucharitidae. Inga underarter finns listade i Catalogue of Life.